# Kalmar
Kalmar es una ciudad en Småland al sureste de Suecia, situada a orillas del mar Báltico. 
Tiene 35.170 habitantes (2005), y es la sede del homónimo municipio de Kalmar, con un total de 61.321 habitantes (2006). También es la capital de la provincia de Kalmar, que comprende 12 municipios con un total de 233.776 habitantes (2006)

## Historia

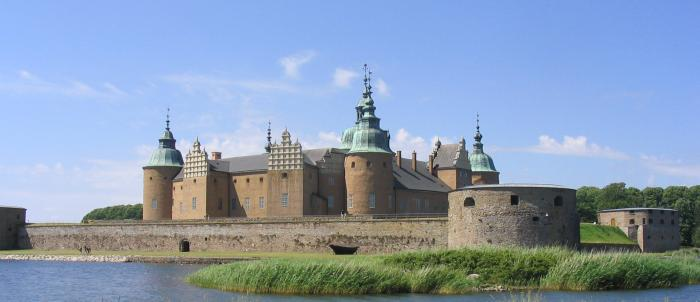
El castillo de Kalmar.

Kalmar es una de las ciudades más antiguas de Suecia. Los documentos más antiguos que se refieren a ella datan del siglo XI. Sin embargo, se sabe que el área ha estado habitada desde tiempos prehistóricos, pues a través de excavaciones arqueológicas se han descubierto restos de un cementerio de la Edad de Piedra.
En el siglo XII se empezó a construir una fortaleza, el ahora conocido como castillo de Kalmar, pues en ese entonces Kalmar era una ciudad fronteriza con Dinamarca (las provincias de Halland, Blekinge y Escania fueron danesas hasta 1658) y necesitaba de una fortificación. Durante la Edad Media, Kalmar era una ciudad amurallada, una de las más grandes del reino, y un importante puerto y centro comercial. A finales del siglo XIV, en un período en que la línea masculina de las casas reales de Dinamarca, Suecia y Noruega se extinguió, la reina Margarita I de Dinamarca se reunió en la ciudad con los estamentos de Noruega y Suecia y promulgó la Unión de Kalmar el 13 de julio de 1397, una unión personal que integró a los tres reinos nórdicos en una sola monarquía hasta 1523.
En la década de 1540 el rey Gustavo Vasa comenzó la reestructuración del castillo, obra que continuarían sus hijos Erico XIV y Juan III durante el resto del siglo hasta convertirlo en el magnífico castillo renacentista que es actualmente. 
Durante el siglo XVI la ciudad fue protagonista de dos sucesos conocidos con el nombre de "baño de sangre de Kalmar". El primero de ellos ocurrió en 1505, cuando el rey Juan II, monarca de la Unión de Kalmar, ejecutó al alcalde y a todo el concejo de la ciudad por supuestamente apoyar a los independentistas que querían a Suecia fuera de la unión.
El segundo baño de sangre ocurrió el 16 de mayo de 1599. En el contexto de la guerra entre el duque Carlos y el rey Segismundo, Kalmar fue un bastión importante de este último. La ciudad fue sitiada durante un mes por el duque, y una vez que capituló, fueron ejecutadas 22 personas.
Kalmar se convirtió en una diócesis de la Iglesia de Suecia en 1602, posición que mantuvo hasta 1915. En 1634, se creó la Provincia de Kalmar, con Kalmar como su capital natural.
Entre 1611 y 1613 tuvo lugar la Guerra de Kalmar, un conflicto entre Suecia y Dinamarca así llamado porque inició con el asedio danés al castillo de Kalmar y la eventual toma de la ciudad. Durante los acontecimientos bélicos, buena parte de la ciudad fue destruida.

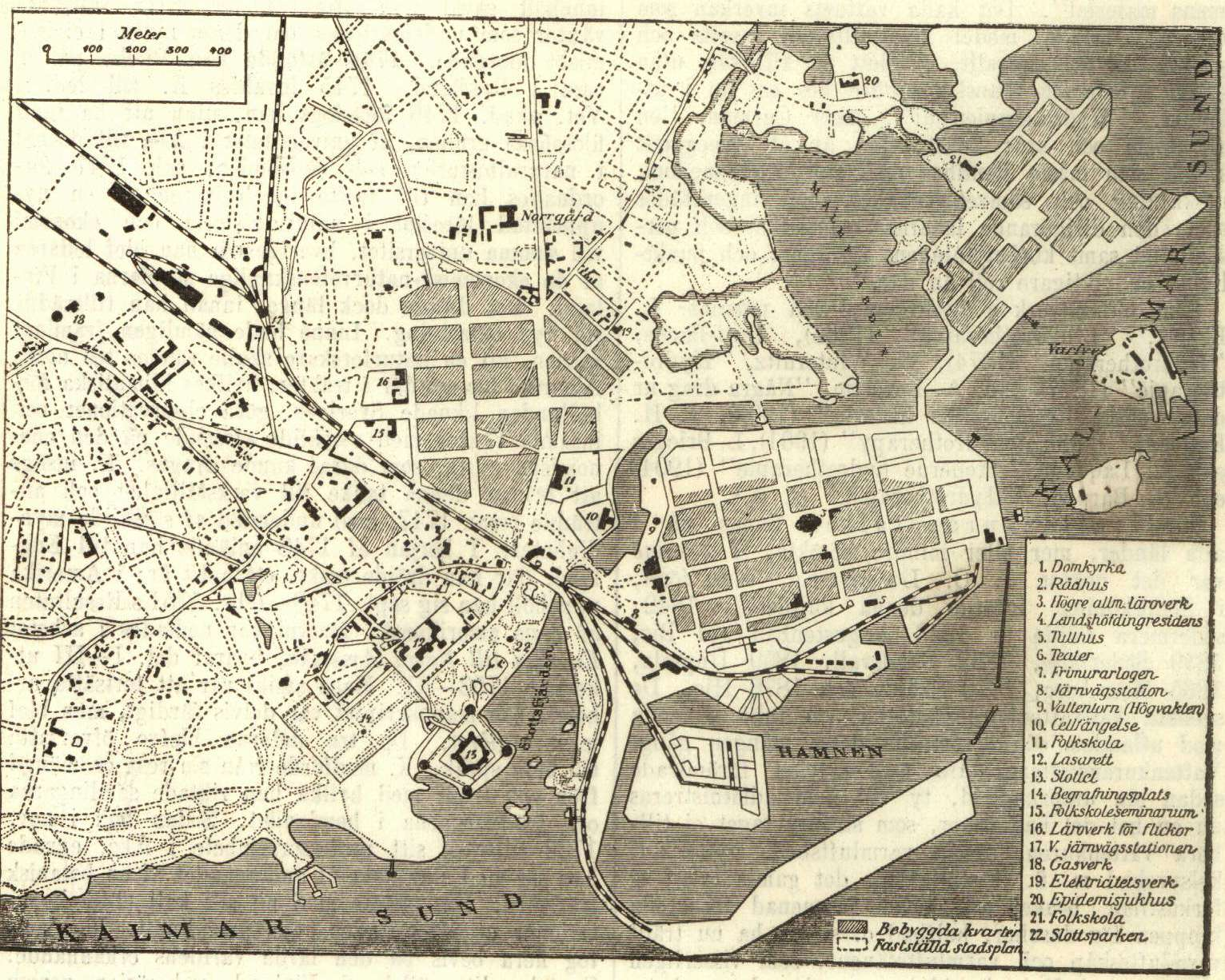
Plano de la ciudad en 1910.

Tras la guerra, se inició una discusión para trasladarla a un sitio más seguro, pues su ubicación medieval, al oeste del castillo, resultaba una posición vulnerable. En 1640 el consejo del reino aprobó el traslado de Kalmar al islote llamado Kvarnholmen, al oriente del castillo. Un devastador incendio ese mismo año hizo que las obras iniciaran antes de lo previsto. Hacia 1658 la reconstrucción había casi finalizado. La nueva ciudad tuvo un diseño renacentista, con un plano de calles en emparrillado y una gran plaza central. Se construyeron edificios barrocos, destacando la catedral, un fastuoso edificio diseñado por Nicodemus Tessin. Por decreto real se fomentó la construcción de edificios de piedra para disminuir el riesgo de incendios. Cuando Carlos Linneo visitó la ciudad en 1741, quedó fascinado con sus edificios de piedra, entonces poco frecuentes en las ciudades de Suecia fuera de Estocolmo.
Después del Tratado de Roskilde de 1658, Suecia se adueñó de las provincias danesas de Escania, Halland y Blekinge, y Kalmar dejó de ser una ciudad fronteriza, lo que disminuyó gradualmente su importancia estratégica. En 1689 el rey Carlos XI estableció la principal base naval en el puerto de Karlskrona, por lo que Kalmar perdió su rango como una de las principales ciudades militares suecas.
A principios del siglo XIX se inició la demolición de las murallas y la ciudad se extendió más allá de la ciudad vieja. Con la llegada del ferrocarril en 1874 se derribaron las murallas y se hicieron adecuaciones importantes en Kvarnholm para dejar espacio a la estación. De esa época datan el Teatro de Kalmar y la logia de los masones.
La configuración urbana del siglo XVII permaneció casi intacta hasta bien entrado el siglo XX. En las décadas de 1960 y 1970 se demolió parte de los edificios del centro de la ciudad para ser sustituidos por locales comerciales, bancarios y estacionamientos. Estos cambios fueron los mayores para Kalmar desde el incendio de la ciudad medieval; pese a todo, se ha conservado una parte considerable del patrimonio arquitectónico en comparación con muchas ciudades suecas.

## Economía
Las actividades económicas que dominan el mercado laboral de Kalmar son la industria, el comercio y el sector servicios. 
Las mayores empresas que se encuentran en la ciudad, en cuanto a número de empleados son Atlas Copco, enfocada a la producción de equipo industrial; la compañía de autobuses Nobina Sverige; la distribuidora de periódicos Tidningsbärarna, la manufacturera IKEA, y la empresa de carnes KLS Ugglarps; todas ellas suecas.
En Kalmar estuvieron instaladas otras empresas históricas, tales como la planta productora de trenes y automóviles Kalmar Verkstad, fundada en 1902 y cerrada en 2005 cuando ya formaba parte de la francesa Bombardier. Volvo tuvo una gran planta de producción de automóviles entre 1974 y 1994. Kalmar ångkvarn fue en su momento una de las más grandes productoras de harina en Escandinavia. Fue fundada en 1847, en 1862 se mudó a Kalmar, y cerró en 1957. Sus instalaciones son hoy en día el Museo de la Provincia de Kalmar. 
Otras industrias importantes en la historia de Kalmar son Nordchoklad, fundada en 1903 como Kalmar Karamellfabrik; Kalmar nya tapetfabrik, una fábrica de papel tapiz (1882-1971), la productora de margarina Margarinfabriken Svea, y la acerera Olle Engdahls Plåt & Smide. 
El mayor centro comercial de Kalmar es Hansa City, localizado en lo que fue la planta de producción de Volvo.

## Comunicaciones

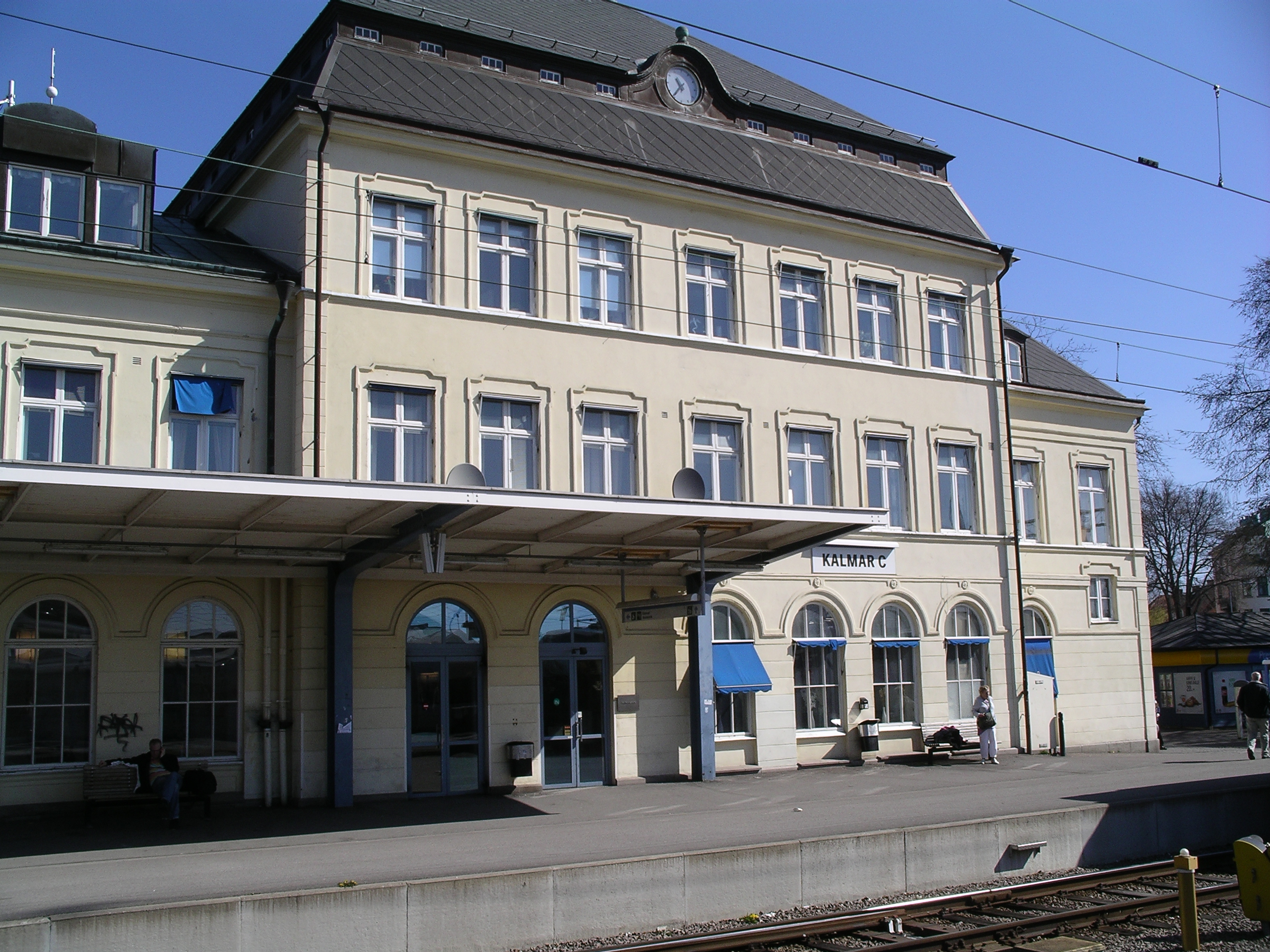
Estación central de Kalmar.

La ciudad se comunica por ferrocarril a través de la Línea Costa a Costa (Kust till kust-banan) con Gotemburgo, y a través de la Línea del Valle del Stångån con Linköping.
También es posible llegar a la ciudad por autobús, o avión (a través del Aeropuerto de Kalmar). Al norte de Kalmar se encuentra el puente de Öland, que enlaza la isla del mismo nombre con tierra firme. Kalmar se encuentra en la ruta europea E22, que une Malmö con Norrköping, y es el punto de partida de la ruta nacional 25, que llega a Halmstad y a Växjö. La empresa Kalmar Läns Trafik (KLT) ofrece viajes en autobús dentro de la ciudad y la provincia, así como algunos trayectos en tren.
Del aeropuerto de Kalmar salen diariamente vuelos a Estocolmo. Cuenta también con vuelos chárter a España, Creta, Turquía y a Alemania.

## Política

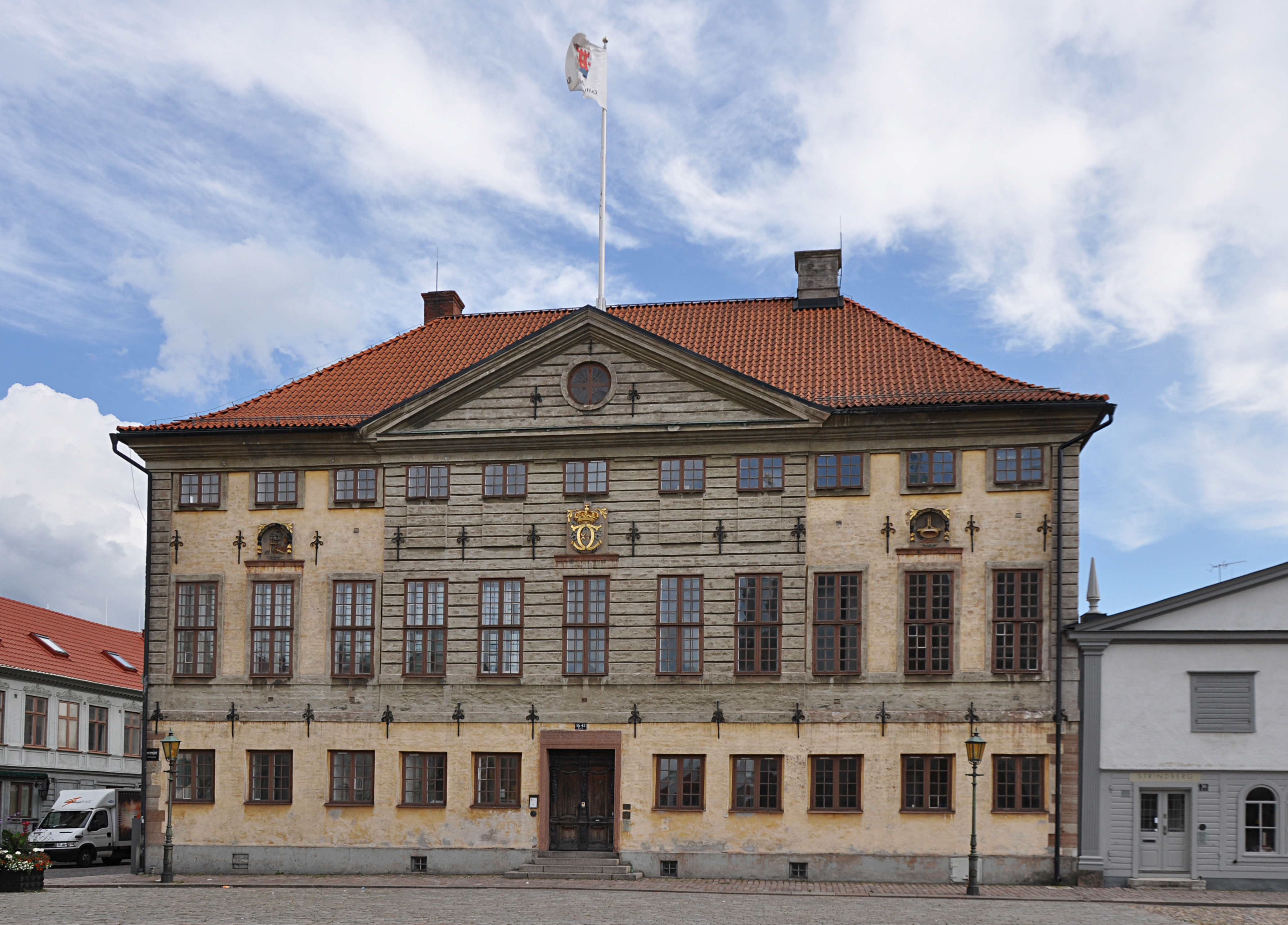
Ayuntamiento.

El municipio de Kalmar está gobernado por un concejo municipal de 61 miembros. El gobierno está formado desde 2010 por una coalición de centro-izquierda de 35 concejales de 3 partidos diferentes: Socialdemócrata, Verde e Izquierda (con 29, 4 y dos concejales, respectivamente). Históricamente, el Partido Socialdemócrata ha dominado en las elecciones municipales, pero a falta de mayoría absoluta ha tenido que coligarse con otras fuerzas políticas.

## Ciudades hermanadas
Kalmar mantiene un hermanamiento de ciudades con:
- Árborg, Suðurland, Islandia.
- Arendal, Sørlandet, Noruega.
- Entebbe, Uganda.
- Gdansk, Pomerania, Polonia.
- Kaliningrado, Noroeste, Rusia.
- Panevėžys, Lituania.
- Samsun, Turquía.
- Savonlinna, Finlandia.
- Silkeborg, Jutlandia Central, Dinamarca.
- Wilmington, Delaware, Estados Unidos.
- Wismar, Mecklemburgo-Pomerania Occidental, Alemania.